# ボールス
ボールス（Bors）はアーサー王伝説に登場する人物。発音についてはボースを採用しているものもある。ボールス王（King Bors）と彼の息子で円卓の騎士であるボールス卿（Sir Bors）がいる。親子でありながら同じ名前なので、区別するために父親は常に「ボールス王」と称号をつけ、あるいは息子の方をボールス・ド・ゲイネスと表記されることがある。なお、フランス語表記ならボゥホート（Bohort）となる。

## ボールス王
ガリアの王でフランス人。兄弟であるベンウィクのバン王とともに、ブリテンの統一戦争においてアーサー王側について戦った。
しかし、アーサー王についてブリテンで戦争をした後、帰国してみるとフランスの情勢は悪化しており、バン王は戦死。後を追うようにボールス王も死亡した。息子に、ライオネル卿、ボールス卿らがいる。

## ボールス卿

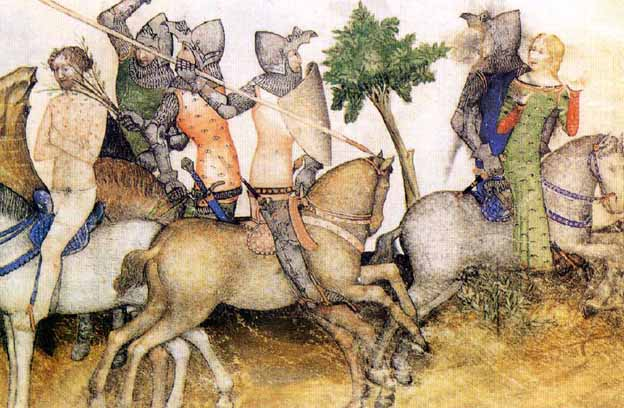
ボールス卿とライオネル卿。

ボールス王の息子で、ライオネルと兄弟。円卓の騎士。ランスロット卿の従兄弟であり、ランスロット卿を助けるかたちでたびたび活躍する。また、聖杯探求を成し遂げた3人の騎士の一人でもある。
物語においては、アーサー王のローマ遠征の時期から登場しており、かなりの古参である。ローマ遠征後、物語の主役がアーサー王から円卓の騎士たちに移ると、放浪癖があるランスロット卿を探し回るなどの形でたびたび登場する。ランスロット卿に何かあると、相談役としてグィネヴィア王妃に呼び出されたり、ランスロット卿の代理としてグィネヴィアから試合にでるよう依頼されるなど、グィネヴィア王妃からかなり頼りにされている様子が窺える。
また、アグラヴェイン卿らの襲撃から逃げ出したランスロット卿がボールス卿のところへ駆け込んだり、あるいは負傷したランスロット卿がラヴェイン卿にキャメロットへ使いを頼む際、「ボールス卿を尋ねろ」と指示するなど、かなり頼りにされている。むしろ、ランスロット卿は弟であるエクター・ド・マリス卿よりもボールス卿を頼っているとすら言える。
聖杯探求においては、ガラハッド卿やパーシヴァル卿のような活躍はしないものの、彼らとともに旅をして、ついに聖杯に到達することに成功した。しかし、この後、ガラハッド卿、パーシヴァル卿は相次いで死亡してしまう。こうして、ボールス卿は、聖杯に到達した騎士の唯一の生き残りとしてアーサー王の宮廷に帰還し、聖杯について報告するのであった。なぜ、ボールス卿が聖杯に到達できたのかといえば、聖杯は童貞でなければ得ることができないとされていたためである。ボールス卿は一度だけ女性と臥所を共にしたことがあったが、以後は悔い改め、童貞を守っていたため、ランスロット卿すら到達できなかった聖杯に到達できたと説明されている。
物語の終盤、ランスロット卿とアーサー王の対立により内乱が始まると、ランスロット卿派について活躍した。その活躍の中でも特筆すべきは、アーサー王を落馬させ、もう少しで命をとることができる状況にまで追い込んだことであろう。もっとも、ランスロット卿に命じられ、しぶしぶながらボールス卿はアーサー王を解放している。
戦争が和議によって終了すると、ボールス卿はランスロット卿によりクローダスの国王に封じられる。しかし、ランスロット卿が出家すると、彼に従い自身も出家した。また、ランスロット卿が死亡すると、彼の遺言に従い、エクター・ド・マリス卿らと聖地に向かい、そこで異教徒であるトルコ人らと戦い、聖金曜日に死亡した。